# Cantó de Fort-de-France-10
El cantó de Fort-de-France-10 és una divisió administrativa francesa situat al departament de Martinica a la regió de Martinica.

## Composició
El cantó comprèn una fracció de la comuna de Fort-de-France.

## Administració
| Període                                  | Identitat   | Partit           | Qualitat |
| ---------------------------------------- | ----------- | ---------------- | -------- |
| 1985-2014                                | Claude Lise | PPM, després RDM |          |
| Les dades anteriors no són pas conegudes |             |                  |          |